# 兵庫クイーンセレクション
兵庫クイーンセレクション（ひょうごクイーンセレクション）は、兵庫県競馬組合が姫路競馬場ダート1400mで施行するサラブレッド系3歳牝馬による地方競馬の重賞競走である。正式名称は「報知新聞社賞 兵庫クイーンセレクション」。
2020年までは園田競馬場で園田クイーンセレクションの名称で行われていた。

## 概要
1999年に兵庫県競馬がサラブレッド系競走を開始するに伴い、2000年に3歳（当時の馬齢では4歳）を迎えた牝馬のために園田クイーンセレクションとして新設された競走。設立当時は指定競走で、2006年から重賞に格上げされている。中央競馬のトライアル出走馬選定競走というレースの性格を考慮されたのか、2005年から園田ユースカップと開催時期が入れ替えられ1月になった。
2021年から姫路競馬場での開催となり、名称が兵庫クイーンセレクションに変更された。なお、同年より西日本交流となり、東海・北陸・近畿所属馬に加え、高知・佐賀所属馬も出走可能となっている。
2022年は「報知新聞創刊150周年記念 兵庫クイーンセレクション」の名称で施行された。

### 条件・賞金（2024年）
出走条件
サラブレッド系3歳牝馬、西日本交流で他地区所属馬の出走枠は5頭。
負担重量
定量（54kg）。
賞金額
1着700万円、2着245万円、3着140万円、4着105万円、5着70万円。

## 歴代優勝馬
| 回数   | 施行日        | 優勝馬             | 所属   | 馬場 | タイム | 優勝騎手   | 管理調教師 | 馬主               | 1着賞金 |
| ------ | ------------- | ------------------ | ------ | ---- | ------ | ---------- | ---------- | ------------------ | ------- |
| 第1回  | 2000年2月11日 | バクシンクリーク   | 西脇   | 重   | 1:28.5 | 田中学     | 田中道夫   | 伊藤元庸           | 400万円 |
| 第2回  | 2001年2月7日  | ハッピーマリヤ     | 園田   | 不良 | 1:29.0 | 赤木高太郎 | 渡邊幸生   | 菊地正雄           | 350万円 |
| 第3回  | 2002年2月6日  | トゥインチアズ     | 金沢   | 稍重 | 1:28.6 | 吉原寛人   | 松野勝己   | 浦井隆司           | 350万円 |
| 第4回  | 2003年2月12日 | ダイコーマリナ     | 名古屋 | 不良 | 1:28.8 | 吉田稔     | 宮本仁     | （有）笹川大晃牧場 | 350万円 |
| 第5回  | 2004年2月12日 | ノーススポット     | 笠松   | 良   | 1:29.2 | 安藤光彰   | 中山義宣   | 北村和泉           | 350万円 |
| 第6回  | 2005年1月20日 | ミラージェネス     | 笠松   | 良   | 1:32.2 | 川原正一   | 柳江仁     | 加藤鈴幸           | 320万円 |
| 第7回  | 2006年1月19日 | センパツトモ       | 金沢   | 良   | 1:30.8 | 中川雅之   | 中川一男   | 橋本博子           | 300万円 |
| 第8回  | 2007年1月17日 | エンタノメガミ     | 園田   | 重   | 1:30.5 | 川原正一   | 中塚猛     | 菅原史博           | 250万円 |
| 第9回  | 2008年1月17日 | ニックバイエフオー | 園田   | 良   | 1:31.0 | 松平幸秀   | 橋本和男   | 栗本博晴           | 200万円 |
| 第10回 | 2009年1月14日 | バージンサファイヤ | 西脇   | 良   | 1:31.3 | 木村健     | 平松徳彦   | 泉一郎             | 200万円 |
| 第11回 | 2010年1月21日 | コロニアルペガサス | 笠松   | 重   | 1:32.7 | 川原正一   | 山中輝久   | （有）ホースケア   | 200万円 |
| 第12回 | 2011年1月20日 | マンボビーン       | 西脇   | 良   | 1:30.8 | 松浦政宏   | 野田学     | 小山豐             | 200万円 |
| 第13回 | 2012年1月19日 | スズカウインダー   | 名古屋 | 重   | 1:30.0 | 戸部尚実   | 川西毅     | 永井啓弍           | 200万円 |
| 第14回 | 2013年1月24日 | ピッチシフター     | 名古屋 | 稍重 | 1:30.3 | 阪野学     | 川西毅     | （有）グランド牧場 | 200万円 |
| 第15回 | 2014年1月22日 | トーコーニーケ     | 園田   | 稍重 | 1:30.8 | 川原正一   | 吉行龍穂   | 森田藤治           | 250万円 |
| 第16回 | 2015年1月22日 | トーコーヴィーナス | 園田   | 不良 | 1:28.9 | 木村健     | 吉行龍穂   | 森田藤治           | 250万円 |
| 第17回 | 2016年1月21日 | スマイルプロバイド | 園田   | 良   | 1:31.7 | 杉浦健太   | 飯田良弘   | 松野真一           | 250万円 |
| 第18回 | 2017年1月19日 | カツゲキマドンナ   | 名古屋 | 良   | 1:32.3 | 木之前葵   | 錦見勇夫   | 野々垣正義         | 300万円 |
| 第19回 | 2018年1月18日 | スウォナーレ       | 西脇   | 不良 | 1:30.0 | 大山真吾   | 坂本和也   | 山本佳彦           | 350万円 |
| 第20回 | 2019年1月17日 | アリアナティー     | 園田   | 良   | 1:32.1 | 大山真吾   | 保利良平   | 谷謙介             | 350万円 |
| 第21回 | 2020年1月9日  | ステラモナーク     | 園田   | 不良 | 1:27.7 | 下原理     | 新子雅司   | 野田善己           | 500万円 |
| 第22回 | 2021年1月14日 | ニジイロ           | 名古屋 | 良   | 1:32.3 | 渡邊竜也   | 川西毅     | 石井輝昭           | 500万円 |
| 第23回 | 2022年1月20日 | ニネンビーグミ     | 園田   | 良   | 1:32.5 | 田中学     | 松平幸秀   | 藤本彰             | 500万円 |
| 第24回 | 2023年1月26日 | サラキャサリン     | 園田   | 稍重 | 1:31.8 | 松木大地   | 新井隆太   | 村上博將           | 500万円 |
| 第25回 | 2024年1月25日 | ニジイロハーピー   | 名古屋 | 重   | 1:33.1 | 渡邊竜也   | 今津勝之   | 小林伸幸           | 700万円 |
| 第26回 | 2025年1月23日 | ドライブアウェイ   | 高知   | 良   | 1:32.4 | 多田羅誠也 | 工藤真司   | 山口正行           | 700万円 |

### 各回競走結果の出典
- 園田クイーンセレクション　歴代優勝馬 - 地方競馬全国協会
- JBISサーチ
  - 2000年，2001年，2002年，2003年，2004年，2005年，2006年，2007年，2008年，2009年，2010年，2011年，2012年，2013年，2014年，2015年，2016年，2017年，2018年，2019年，2020年，2021年，2022年，2023年，2024年，2025年